# Sismo de Atenas de 1999

O Sismo de Atenas de 1999 foi um sismo que atingiu a magnitude de 5,9 graus em uma escala que vai até 10. Ocorreu no dia 7 de Setembro de 1999, as 14h56min50. hora local e durou cerca de 15 segundos.

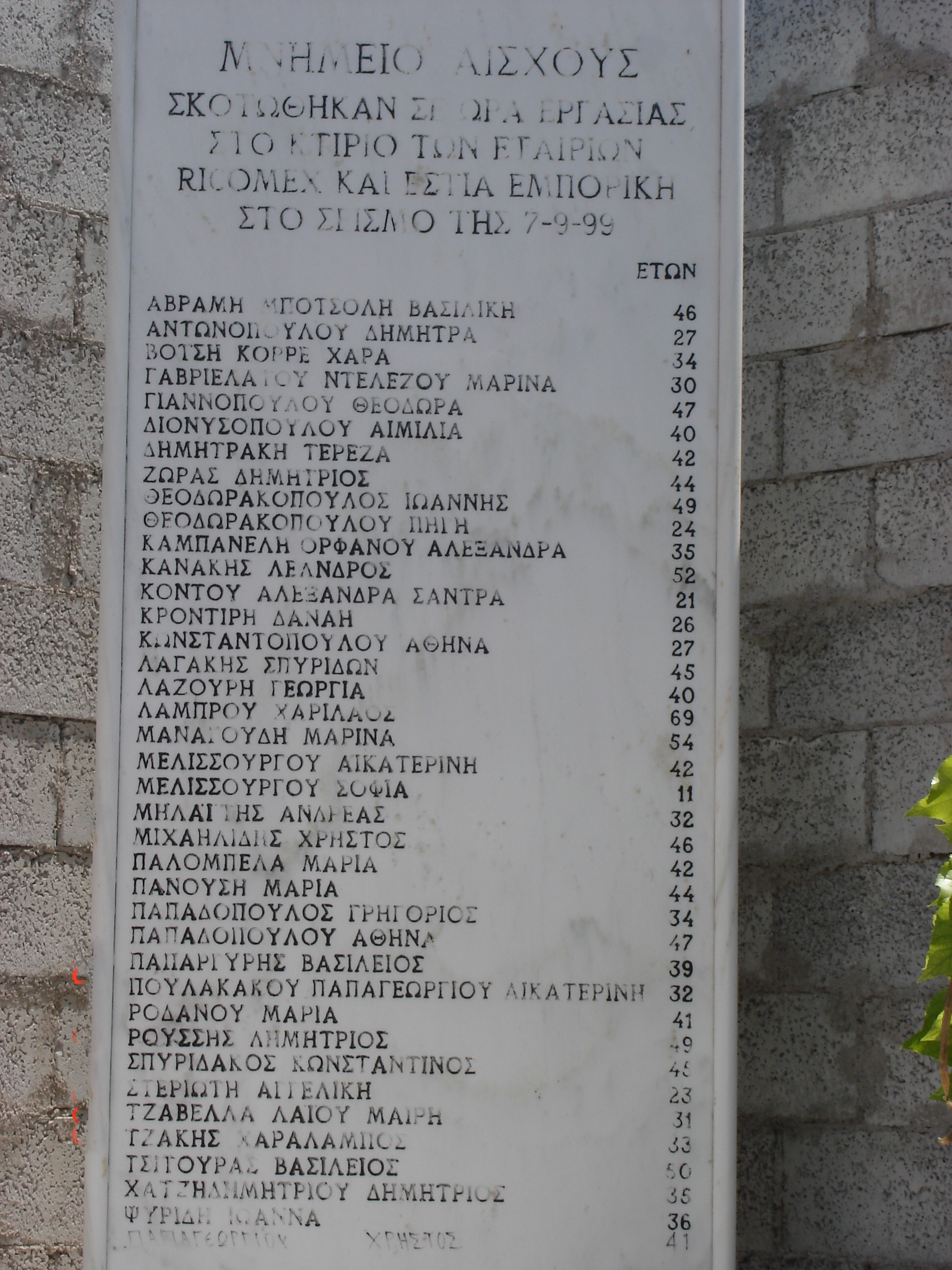
Ricomex industry (Vileda) monument

O sismo teve epicentro a aproximadamente 17 km a noroeste do centro da cidade de Atenas, atingindo principalmente a cidade industrial de Ancharnes.
O terremoto deixou grande destruição, principalmente pelo fato de ter ocorrido na capital da Grécia, onde moram cerca de 30% da população daquele país. Destruiu por completo mais de 100 edificações de grande densidade, fazendo com que 143 pessoas perdessem suas vidas e mais de 2 000 ficassem feridas, além de um enorme prejuízo financeiro.

## Referências

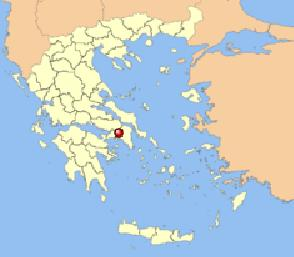
Localização do epicentro do sismo.

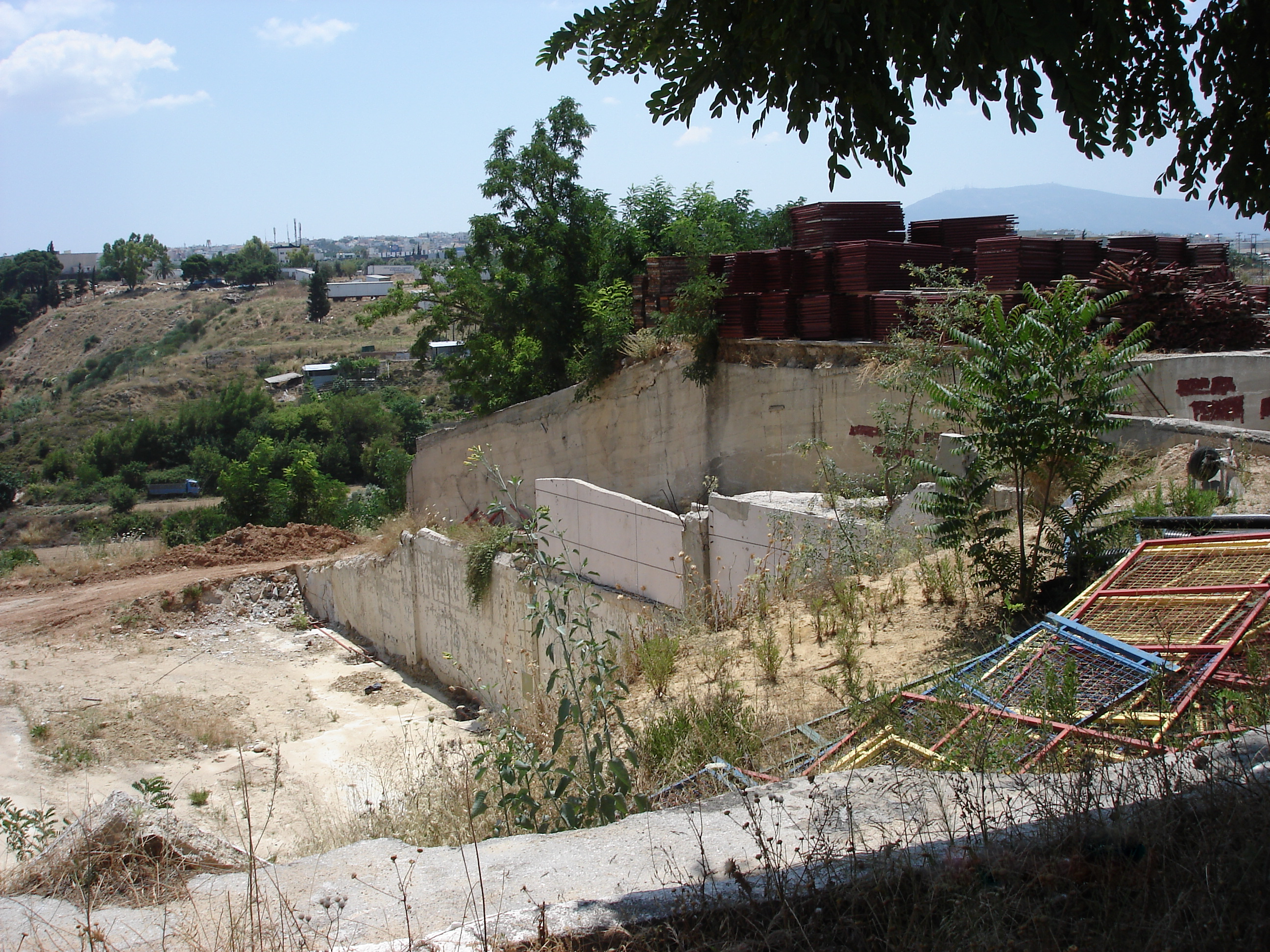
Ricomex industry (Vileda)